# Liste der Monuments historiques in Ville-sous-la-Ferté
Die Liste der Monuments historiques in Ville-sous-la-Ferté führt die Monuments historiques in der französischen Gemeinde Ville-sous-la-Ferté auf.

## Liste der Immobilien
| Bezeichnung       | Beschreibung | Standort                          | Kennzeichnung | Schutzstatus          | Datum               | Bild           |
| ----------------- | --- | --------------------------------- | ------------- | --------------------- | ------------------- | -------------- |
| Kloster Clairvaux | ehemalige Zisterzienserabtei, 1115 gegründet, 1791 aufgelöst, im 19. Jahrhundert zum Gefängnis umgenutzt; Gebäudebestand vom 12. bis zum 18. Jahrhundert | Clairvaux, rue de l’Abbaye (Lage) | PA00078313    | Classé Inscrit Classé | 1981 1994 1997 1999 | weitere Bilder |

## Liste der Objekte
| Bezeichnung                         | Beschreibung                                                                                                   | Standort                                       | Kennzeichnung | Schutzstatus   | Datum     | Bild |
| ----------------------------------- | --- | ---------------------------------------------- | ------------- | -------------- | --------- | ---- |
| Bernhardsreliquiar (1)              | Bronze, vergoldet, 19. Jahrhundert                                                                             | in der Kirche St-Martin (Lage)                 | PM10004621    | Inscrit        | 1999 2003 |      |
| Malachiasreliquiar                  | Bronze, vergoldet, 19. Jahrhundert                                                                             | in der Kirche St-Martin (Lage)                 | PM10004923    | Inscrit        | 2003      |      |
| Gemälde Kreuzbeweinung              | Ölfarbe auf Holz, 16. Jahrhundert                                                                              | Clairvaux, in der Kapelle Ste-Anne (Lage)      | PM10002858    | Classé         | 1913      |      |
| Bernhardsaltar                      | rechter Seitenaltar; Retabel; Holz, farbig gefasst und vergoldet, 18. Jahrhundert; zugehörig PM10003418        | in der Kirche St-Martin (Lage)                 | PM10002855    | Classé         | 1977      |      |
| Gemälde Auferstehung Christi        | Ölfarbe auf Leinwand, 17. Jahrhundert; vermutlich aus dem Kloster Clairvaux                                    | in der Kirche St-Martin (Lage)                 | PM10003418    | Classé         | 1977      |      |
| Kommuniontisch                      | Schmiedeeisen, vergoldet, 18. Jahrhundert                                                                      | Clairvaux, in der Kapelle Ste-Anne (Lage)      | PM10002860    | Classé         | 1980      |      |
| Gemälde Heiliger Malachias          | Ölfarbe auf Leinwand, 17. Jahrhundert; aus dem Kloster Clairvaux                                               | in der Kirche St-Martin (Lage)                 | PM10002851    | Classé         | 1977      |      |
| Skulptur Christus in der Rast       | Kalkstein, farbig gefasst, 17. Jahrhundert                                                                     | in der Kirche St-Martin (Lage)                 | PM10002853    | Classé         | 1977      |      |
| Triumphbogen und -kreuz             | Schmiedeeisen, vergoldet, 19. Jahrhundert                                                                      | in der Kirche St-Martin (Lage)                 | PM10004620    | Inscrit        | 1977      |      |
| Gemälde Heiliger Bernhard           | Ölfarbe auf Leinwand, 17. Jahrhundert; aus dem Kloster Clairvaux                                               | in der Kirche St-Martin (Lage)                 | PM10002852    | Classé         | 1977      |      |
| Bernhardsreliquiar (2)              | Bronze, vergoldet,19. Jahrhundert; aus der Kirche St-Pierre-et-St-Paul in Maranville                           | in der Kirche St-Martin (Lage)                 | PM10004622    | Inscrit        | 1992      |      |
| Marienaltar                         | linker Seitenaltar; Retabel; Holz, farbig gefasst und vergoldet, 18. Jahrhundert; zugehörig PM10003419         | in der Kirche St-Martin (Lage)                 | PM10002856    | Classé         | 1977      |      |
| Gemälde Stiftung des Rosenkranzes   | Ölfarbe auf Leinwand, 18. Jahrhundert                                                                          | in der Kirche St-Martin (Lage)                 | PM10003419    | Classé         | 1977      |      |
| Gemälde Leben des heiligen Bernhard | Ölfarbe auf Leinwand, 18. Jahrhundert                                                                          | Clairvaux, in der Kapelle Ste-Anne (Lage)      | PM10002859    | Classé         | 1977      |      |
| Gemälde Kreuzigung                  | Ölfarbe auf Leinwand, 17. Jahrhundert                                                                          | in der Kirche St-Martin (Lage)                 | PM10002857    | Classé         | 1977      |      |
| Gemälde Abendmahl                   | Ölfarbe auf Leinwand, 18. Jahrhundert                                                                          | Clairvaux, in der Hostellerie des Dames (Lage) | PM10004699    | Inscrit        | 1996      |      |
| Leichentuch des heiligen Bernhard   | Berührungsreliquie; Baumwolle, Seide, 12. Jahrhundert; aus dem Kloster Clairvaux                               | in der Kirche St-Martin (Lage)                 | PM10003019    | Classé Inscrit | 1998 2003 |      |
| Hauptaltar                          | Altartisch und -stufen, Tabernakel und Exposition; Marmor, Holz, farbig gefasst und vergoldet, 18. Jahrhundert | in der Kirche St-Martin (Lage)                 | PM10002854    | Classé         | 1977      |      |